# Parantica milagros
Parantica milagros је врста лептира из породице шаренаца (лат. Nymphalidae).

## Распрострањење
Филипини су једино познато природно станиште врсте.

## Станиште
Врста Parantica milagros има станиште на копну.

## Угроженост
Ова врста се сматра угроженом.